# Benjamin Kogo
Benjamin Kipkurgat Arap Kogo (ur. 30 listopada 1944 w Arwos, zm. 20 stycznia 2022 w Eldoret) – kenijski lekkoatleta (długodystansowiec), wicemistrz olimpijski z 1968.
Specjalizował się w  biegu na 3000 metrów z przeszkodami. Wystąpił w tej konkurencji na igrzyskach olimpijskich w 1964 w Tokio, ale nie zakwalifikował się do finału. Na pierwszych igrzyskach afrykańskich w 1965 w Brazzaville zwyciężył na tym dystansie. Zdobył brązowy medal w tej konkurencji na Igrzyskach Imperium Brytyjskiego i Wspólnoty Brytyjskiej w 1966 w Kingston, a w biegu na 3 mile zajął 13. miejsce.
Na igrzyskach olimpijskich w 1968 w Meksyku Kogo zdobył srebrny medal w biegu na 3000 metrów z przeszkodami, za swym rodakiem Amosem Biwottem, a przed George’em Youngiem ze Stanów Zjednoczonych. Zajął 6. miejsce w tej konkurencji na Igrzyskach Brytyjskiej Wspólnoty Narodów w 1970 w Edynburgu.
Kogo zwyciężył również w biegu na 3000 metrów z przeszkodami na mistrzostwach Afryki Środkowej i Wschodniej w 1964, 1967 i 1968.
Jego rekord życiowy w tej konkurencji wynosił 8:31,6 (7 czerwca 1967 w Paryżu).
Później mieszkał w wiosce Kabirsang w dystrykcie Nandi.